# Emmelostiba microptera
Emmelostiba microptera är en skalbaggsart som först beskrevs av Lohse in Lohse, Klimaszewski och Ales Smetana 1990.  Emmelostiba microptera ingår i släktet Emmelostiba och familjen kortvingar. Inga underarter finns listade i Catalogue of Life.